# シュトゥットガルト路面電車DT8形電車
| 左写真：DT8.8形（1995年撮影）右写真：DT8.10形（左）、DT8.12形（右）（2016年撮影）  |  | 左写真：DT8.8形（1995年撮影）右写真：DT8.10形（左）、DT8.12形（右）（2016年撮影） |
| 左写真：DT8.8形（1995年撮影） 右写真：DT8.10形（左）、DT8.12形（右）（2016年撮影） |  |                                                                                   |

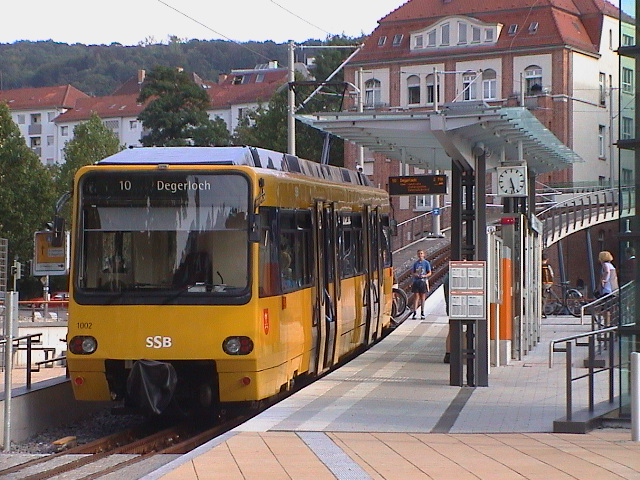
ZT4形（2002年撮影）

DT8形は、ドイツ・シュトゥットガルトで公共交通機関を運営するシュトゥットガルト路面電車会社が所有する電車の形式。路面電車を高規格化したシュタットバーン（シュトゥットガルト・シュタットバーン）で使用されており、仕様を変更しながら2020年現在まで同一形式の車両の製造が続いている。形式名をS-DT8形と呼ぶ場合もある。

## 概要

### 開発までの経緯
ドイツ・シュトゥットガルト市内に存在する路面電車（シュトゥットガルト市電）では、1960年代以降道路の混雑を避け定時制を確保するため線路を地下へ移設する計画が進められ、1966年以降市内中心部の区間の地下化が実施された。計画当初、これらの路線は将来的に本格的な地下鉄へ転換される事を予定しており、それに合わせた規格で建設されていたが、やがて転換時に必要となる予算の多さが問題視されるようになった。そのためシュトゥットガルト市議会は1976年に方針を転換し、路面電車全体を高規格化（シュタットバーン化）する事を決定した。
高床式プラットホームの導入による乗降の迅速化、軌間の変更（1,000 mm→1,435 mm）、車両限界の拡張など大規模な更新と共に、これらの条件に加えて急坂が多いシュトゥットガルトでの運用に適した大型車両が新たに開発する事となった。そして1981年から1982年にかけて試作車となる2両編成3本が製造された後、1985年から量産車の生産が開始された。これがDT8形もしくはS-DT8形と呼ばれる車両である。形式名の「DT」や「S-DT」は「シュトゥットガルト（Stuttgart）の2両編成の電車（Doppeltriebwagen）」と言う意味で、数値は編成全体の車軸数を示す。

### 共通事項
2020年現在も複数の企業による長期の製造が続いているDT8形は、全車とも片運転台式電動車の奇数番号車と偶数番号車を背中合わせに連結する2両編成を基本としており、前面に設置されたシャルフェンベルク式連結器を用いた連結運転も行われている。車体は黄色を基調に側面窓周りが濃い黒や青色で塗られており、シュトゥットガルトの路面電車における伝統的な塗装である黄色の車体や青色の布張り座席と共にイメージの統一が図られている。試作車製造当時超低床電車の開発が行われていなかったため、シュトゥットガルトのシュタットバーンはプラットホームが高床式となっており、DT8形についてもそれに合わせた床上高さ1,000 mmの高床式構造を用いる事で結果的に段差なしで乗降が可能となっている。車体の屋根上には冷暖房双方に対応した空調装置が設置されている。車体デザインについては試作車のDT8.1形から第3世代の量産車にあたるDT8.15形までハノーファーの工業デザイナーであるハーバード・リンディンガーが長らく手掛け続けていたが、第4世代の量産車にあたるDT8.16形は初めて別のデザイン企業が手掛けている。
急坂が多いシュトゥットガルトでの走行を考慮し、制動装置には回生ブレーキが採用されており、下り坂を走行する際に主電動機を発電機として機能させる事で消費電力の抑制も図られている。また、これを含めた制動装置の機能自体も強化され緊急時の高加減速が可能である他、編成出力についても同様の理由で800 - 1,100 kWと高い数値となっており、最大85‰の路線を登坂する事が可能である。

## 車種

### 試作車

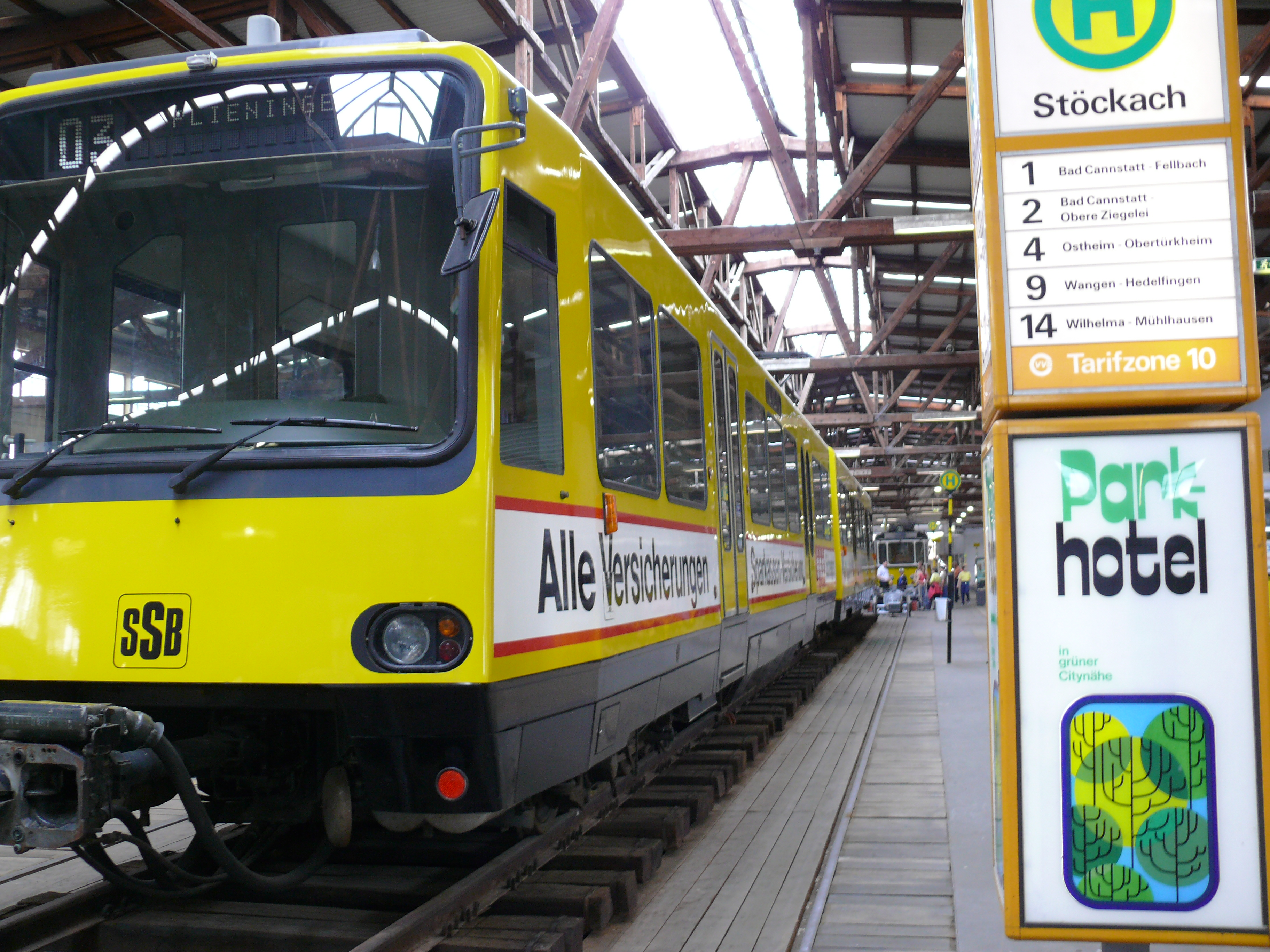
静態保存されている試作車（2007年撮影）

シュトゥットガルト市電の高規格化に合わせ、同路線での運用に適した車両を研究するために作られた車両。1981年から1982年にかけて2両編成3本（3001 + 3002 - 3005 + 3006）が製造され、それぞれDT8.1形、DT8.2形、DT8.3形と言う形式名で呼ばれていた。車体構造は全車とも共通化されていた一方、電気機器や内装については編成ごとに異なっており、それに応じて形式が細分化されていた。そのため全車とも製造はMANが担当したが、電気機器について編成ごとにAEG、シーメンス、ブラウン・ボベリ製のものが使われた。
製造当初、シュトゥットガルトにはDT8形の走行に適した標準軌の路線が存在しなかったため、1982年から1983年まではアルプタール鉄道の路線を利用して試運転が行われ、シュトゥットガルトで試運転が始まったのは同年2月14日以降となった。1985年の開通後は量産車と共に運用に就いたが、1990年に全車とも廃車された。2020年現在の残存車両はDT8.1形（3001）とDT8.3形（3006）で、同年時点で両車ともシュトゥットガルト路面電車博物館で静態保存されている。

### 量産車（第1世代）
1985年か営業運転を開始した高規格のシュタットバーンへ向けて、試作車の実績を基に開発された最初の量産車。製造メーカーは試作車から変わりデュワグが生産を担当した。車体外見や基本的な構造は床下の塗装を除いて試作車のデザインがそのまま採用され、電気機器も試作車の設計に参加した各企業が継続して製造を実施した。
ボギー台車の軸ばねにはコイルばね、枕ばねにはゴム製の空気ばねが用いられ、横方向の振動を抑制するためのオイルダンパーも搭載されている。これらの台車には全て動力台車であり、出力222 kWの主電動機が1基ずつ搭載され、ハイポイドギアやかさ歯車を介して動力が車軸へ伝達される。
1985年に最初の形式となるDT8.4形が登場して以降、1996年のDT8.9形まで6次に渡って量産が実施され、車両総数は228両（2両編成114本）に達した。これらの車両の基本的な構造や性能は同一だが、パンタグラフの形式や低床式プラットホームに対応したステップの有無などの僅かな差異が存在する。
その後、2007年以降多くの車両に対して電気機器の交換や車体の改修、塗装の一部変更など延命を兼ねた更新工事が実施され、対象となった車両は形式名が「DT8.S形」に改められた。DT8.5形以降に製造された第一世代の量産車は全て更新工事を受けた一方、予備部品が多数確保できた事からDT8.4形については大部分の車両が更新対象から外れており、小改造を受けるのみに留まった。
2020年時点では利用客の増加や新規路線の開通などにより全車が在籍・使用されていたが、新型車両（DT8.16形）の導入に伴い2026年以降DT8.4形の廃車が行われる事になっている。各形式の車両番号および製造年は以下の通り。
| 形式  | 製造年    | 車両番号    | 車両番号    | 備考・参考     |
| 形式  | 製造年    | 製造時      | 更新後      | 備考・参考     |
| ----- | --------- | ----------- | ----------- | -------------- |
| DT8.4 | 1985 - 86 | 3004 - 3082 | －          | 更新未対象車両 |
| DT8.4 | 1985 - 86 | 3083 - 3086 | 4083 - 4086 |                |
| DT8.5 | 1988      | 3087 - 3104 | 4087 - 4104 |                |
| DT8.6 | 1989 - 90 | 3105 - 3168 | 4105 - 4168 |                |
| DT8.7 | 1992      | 3169 - 3180 | 4169 - 4180 |                |
| DT8.8 | 1993      | 3181 - 3202 | 4181 - 4202 |                |
| DT8.9 | 1996      | 3203 - 3234 | 4203 - 4234 |                |

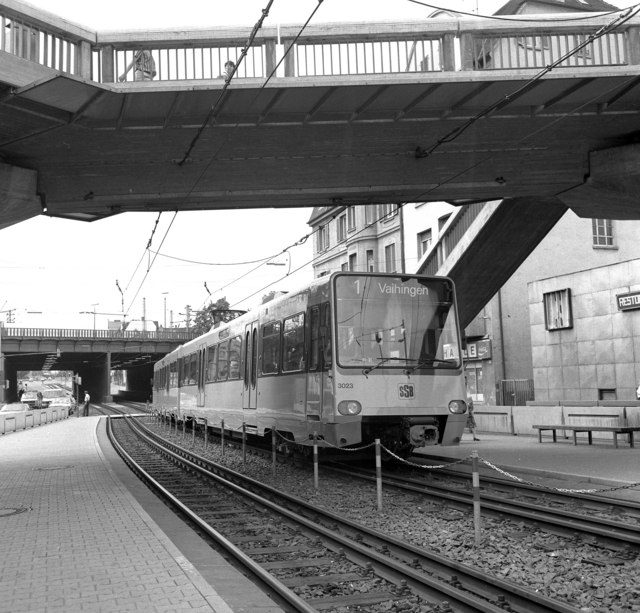
開通当初のシュタットバーンを走る車両（1986年撮影）
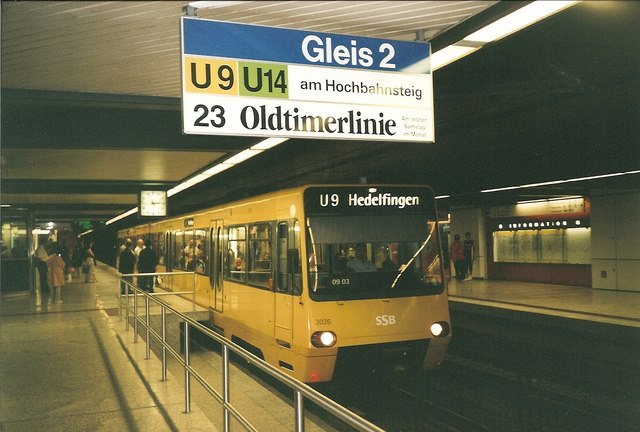
地下駅に停車する車両（2005年撮影）
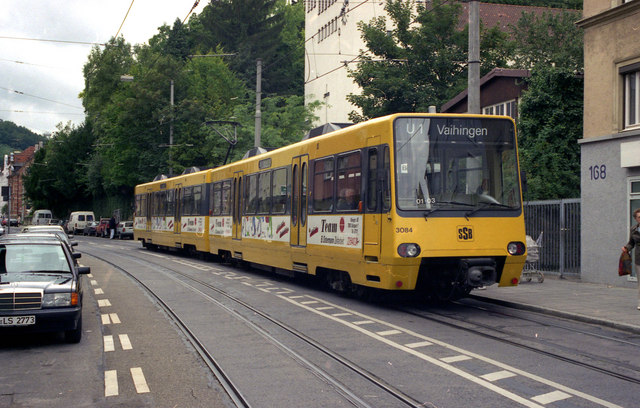
道路から分離された併用軌道上を走る車両（1995年撮影）
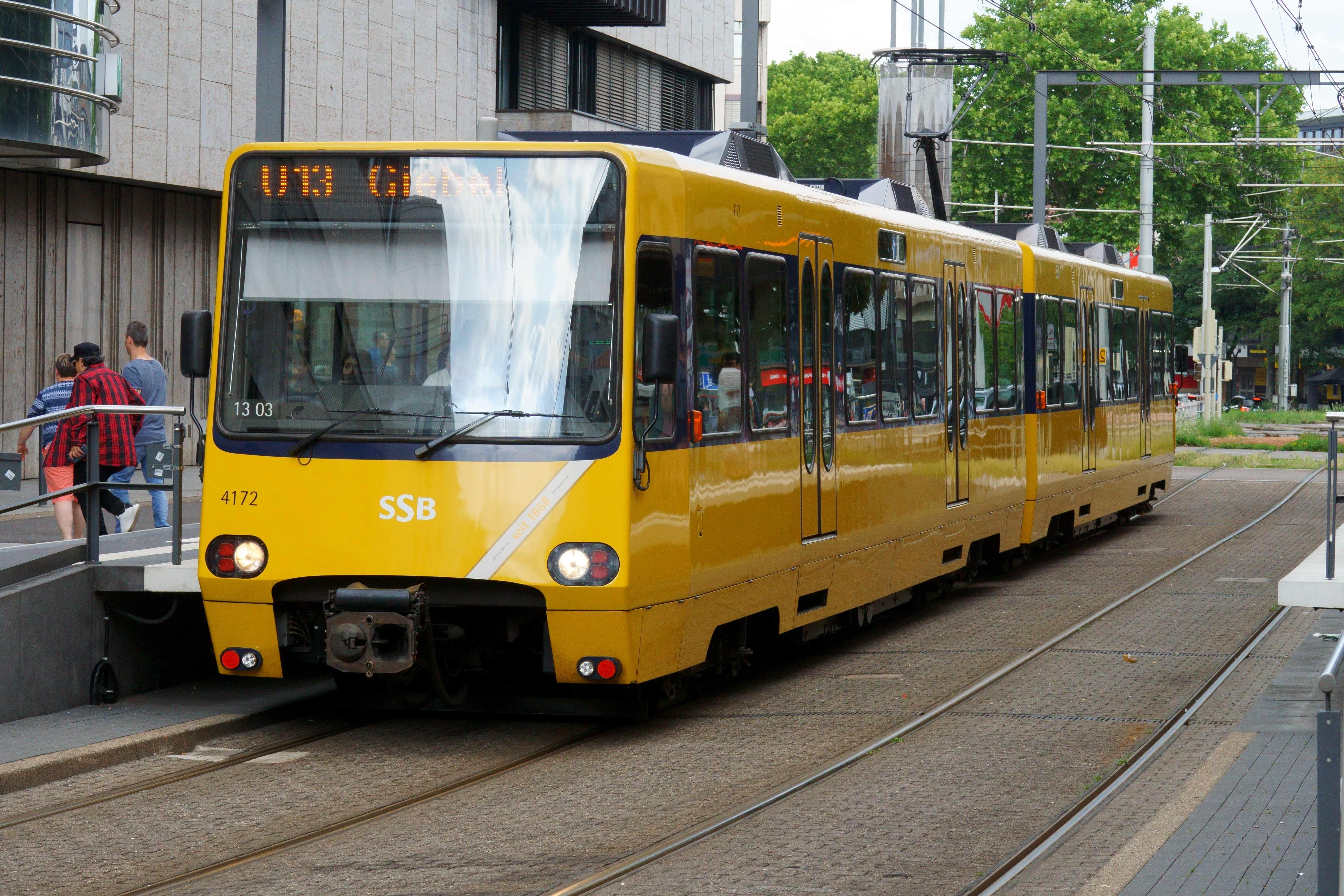
更新車両のDT8.S形（2019年撮影）
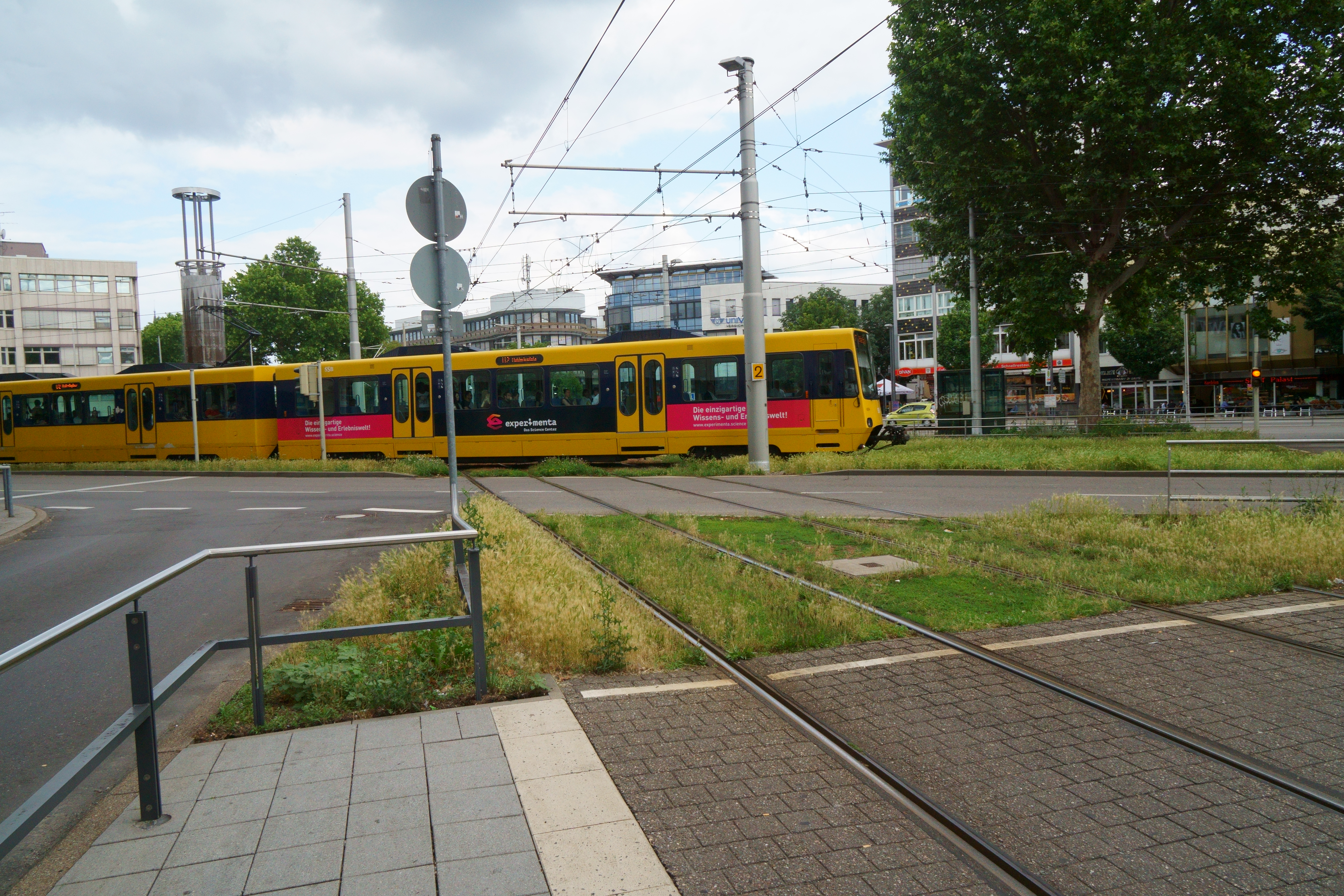
車両間に貫通路は存在しない（2019年撮影）
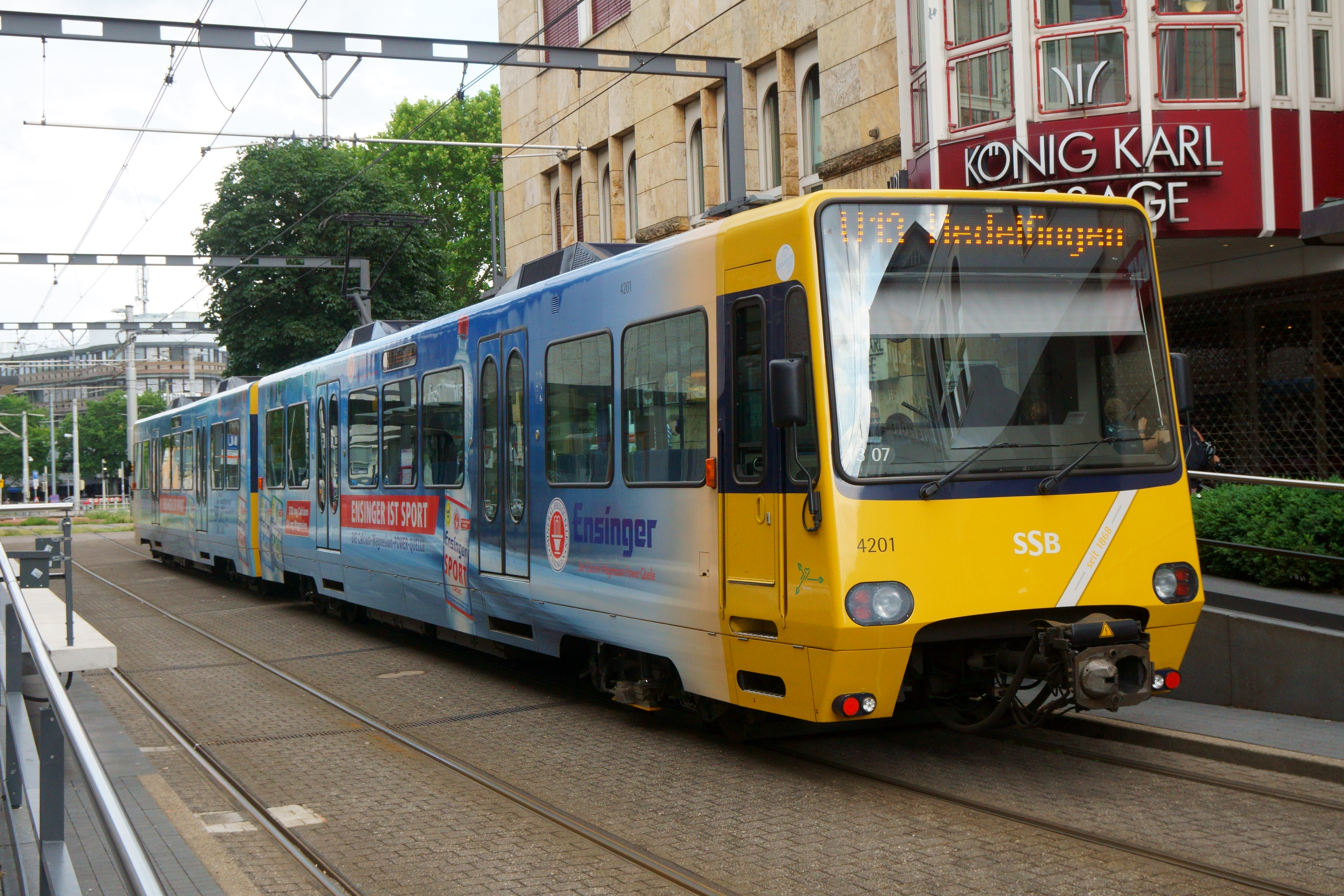
広告塗装（2019年撮影）

### 量産車（第2世代）

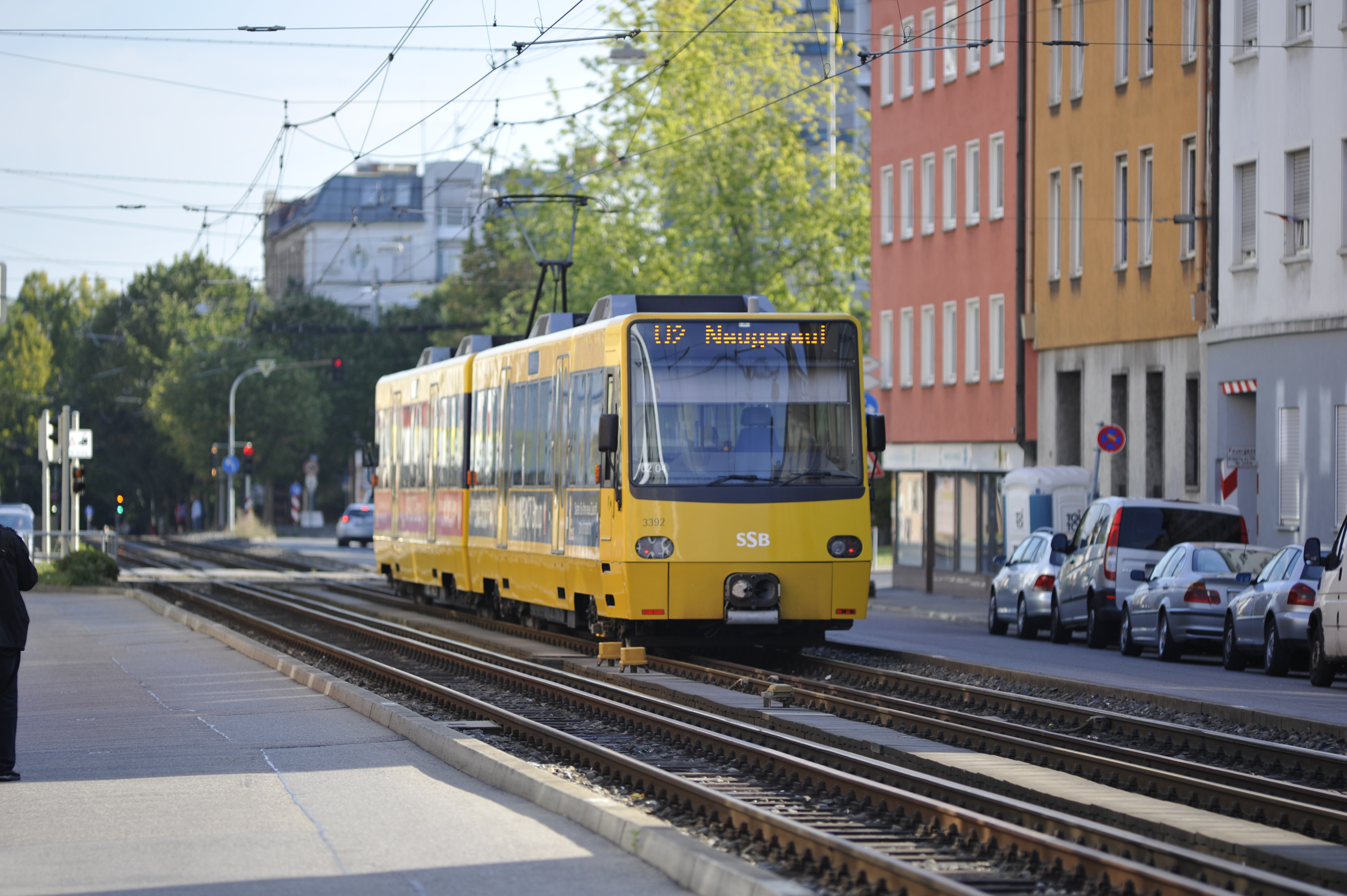
DT8.11形（2012年撮影）

1999年から2005年にかけて製造されたDT8.10形およびDT8.11形はそれ以前の量産車から一部設計が変更され、両車体の間に貫通幌で囲まれた通路が設置され往来が可能となった他、機器については大幅な刷新が行われ、三相誘導電動機が初めて採用されている。100両（3301 - 3340、2両編成50本）が製造され、2019年以降は機器の更新も行われている。

### 量産車（第3世代）

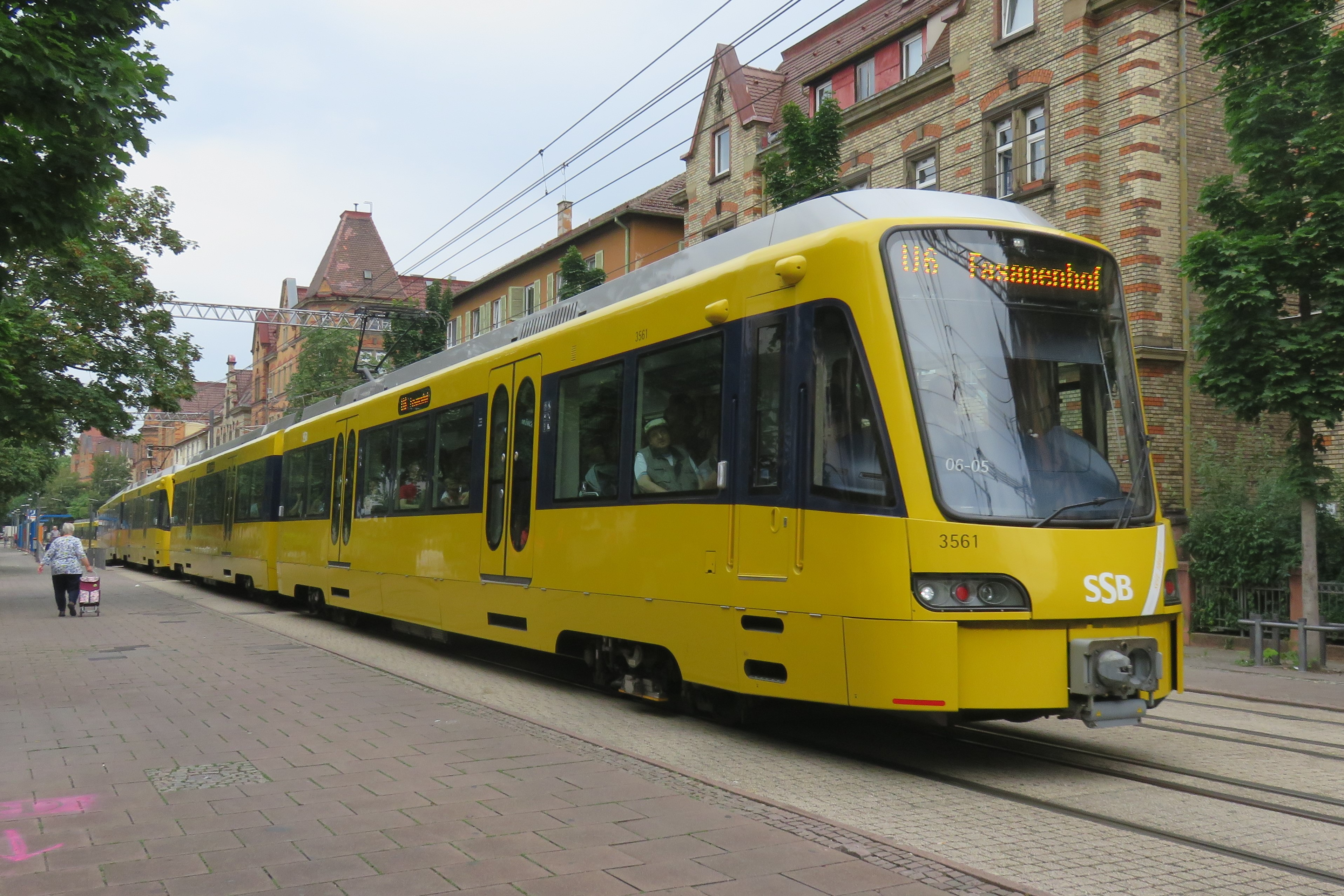
DT8.14形（2018年撮影）

利用客の増加に対応するため、2012年以降導入が行われているスイスのシュタッドラー・レール製の車両。同社が展開するライトレール向け車両ブランド「タンゴ」の1形式で、基本的な寸法は従来の車両を踏襲する一方、クラッシャブルゾーンを用いた流線型の前面形状やバリアフリーに適した車体・車内構造など、安全基準への適合や最新技術の導入が図られている。同年から2013年に製造が実施されたDT8.12形、2017年から2018年にかけて導入されたDT8.14形、2021年から2023年にかけて導入されたDT8.15形の3形式が在籍する。

### 量産車（第4世代）
2020年、シュトゥットガルト路面電車会社は80両（2両編成40本）の新型車両を導入する入札を発表し、2022年10月にシュタッドラー・レールと契約を交わした。これらの車両は既存の車両と同様に黄色と黒を用いた塗装を採用する一方で、最新の人間工学を用いる事で前面を始めとしたデザインが既存の車両から変更される。更に車内レイアウトを見直す事でフリースペースや通路の面積が増加する他、wi-fi通信に対応する。床上高さも既存の車両と比べて低くなり、車椅子やベビーカーでの乗降がより容易になる。2026年以降最初の量産車両であるDT8.16形の営業運転が開始され、老朽化した第1世代の量産車にあたるDT8.4形を置き換える形で導入が進められる。加えて契約上は更に60両（2両編成30本）の追加発注が可能となっており、2024年にこの契約を用いた増備が決定している。